# Ajuda Sport de Bissau
Der Ajuda Sport Clube de Bissau, meist Ajuda Sport de Bissau oder auch Ajuda SC, ist ein Sportverein aus der guinea-bissauischen Hauptstadt Bissau. Er ist vor allem für seine Fußballabteilung bekannt.

## Geschichte
Der Klub wurde am 10. Oktober 1969 in Ajuda gegründet, ein Viertel der Stadt Bissau, damals Hauptstadt der Portugiesischen Kolonie Portugiesisch-Guinea.
Nach der Unabhängigkeit 1974 spielte der Klub häufig in der obersten Spielklasse des Landes, dem Campeonato Nacional da Guiné-Bissau.
1981 gelang dem Verein sein erster Titel, der Gewinn des Landespokals Taça Nacional da Guiné-Bissau.
1993 geriet der Verein in finanzielle Schwierigkeiten und wurde vom nationalen Fußballverband Federação de Futebol da Guiné-Bissau am Ende der Saison 1993/94 disqualifiziert, nachdem er zu mehreren Liga- und Pokalspielen nicht angetreten war.
Seit dem Zwangsabstieg 1994 tritt der Ajuda SC in der zweiten Liga Campeonato Nacional da 2.ª Divisão an.
Am 16. Januar 2014 besuchte der UN-Sonderbeauftragte für Guinea-Bissau, José Ramos-Horta, das Ajuda-Viertel in Bissau. Dabei lobte er die vielfältigen sportlichen, sozialen und kulturellen Aktivitäten des Vereins, die insbesondere den Jugendlichen des Viertels Mut und Hoffnung geben.

## Erfolge
- Guinea-bissauischer Pokal:
  - 1981